# Alliance Party of Northern Ireland
Partia Sojuszu Irlandii Północnej (ang. Alliance Party of Northern Ireland, APNI; irl. Páirtí Comhghuaillíochta Thuaisceart Éireann, PCTÉ) – partia polityczna działająca w Irlandii Północnej, założona w 1970. Jest ugrupowaniem o profilu liberalnym.

## Historia
Partia powstała 21 kwietnia 1970 w okresie konfliktu w Irlandii Północnej zwanego The Troubles. W przeciwieństwie do innych głównych ugrupowań nie odwoływała się wyłącznie do jednej z grup wyznaniowych, kierując swój program do katolików i protestantów. W swoim programie opowiedziała się m.in. za silną pozycją ustrojową Zgromadzenia Irlandii Północnej.
W wyborach do Izby Gmin partia pod własnym szyldem posła wprowadziła po raz pierwszy w 2010. W 2019 ugrupowanie jedyny raz wprowadziło swojego przedstawiciela do Parlamentu Europejskiego, mandat uzyskała wówczas jego liderka Naomi Long.
Sojusz regularnie natomiast jest reprezentowany w regionalnym parlamencie. Do powołanego w 1998 zgromadzenia wprowadzał od 6 do 8 deputowanych, zajmując piąte miejsce pod względem wielkości frakcji poselskiej. Większe poparcie uzyskał w 2022 (3. miejsce i 17 mandatów).

## Liderzy
- 1970–1972: Oliver Napier
- 1972–1973: Phelim O’Neill
- 1973–1984: Oliver Napier
- 1984–1987: John Cushnahan
- 1989–1998: John Alderdice
- 1989–1998: Seán Neeson
- 2001–2016: David Ford
- od 2016: Naomi Long[3]